# Iwan Bowkun
Iwan Michajłowicz Bowkun, Iwan Michajłowycz Bowkun (ros. Иван Михайлович Бовкун, ukr. Іван Михайлович Бовкун, ur. 7 lutego?/20 lutego 1908 w stanicy Starokorsunskaja obecnie w rejonie dinskim w Kraju Krasnodarskim, zm. 8 lipca 1988 we Lwowie) – radziecki wojskowy i dowódca partyzancki, Bohater Związku Radzieckiego (1944).

## Życiorys
Urodził się w ukraińskiej rodzinie chłopskiej. Miał wykształcenie niepełne średnie, w 1927 wstąpił na kursy szkoły kawalerii, a w 1928 do szkoły piechoty we Władykaukazie, w 1931 został dowódcą plutonu w 43 pułku piechoty w Kijowskim Specjalnym Okręgu Wojskowym. W maju 1938 został dowódcą kompanii, w październiku 1938 dowódcą batalionu, a w grudniu 1940 dowódcą pułku, w 1941 przyjęto go do WKP(b). Po ataku Niemiec na ZSRR dowodzony przez niego pułk znalazł się w okrążeniu, później pozostał na okupowanym terytorium. W październiku 1941 przystąpił do organizowania oddziału partyzanckiego w rejonie nieżyńskim w obwodzie czernihowskim. Utworzony przez niego oddział wszedł w skład zgrupowania partyzanckiego „Za Rodinu”, zajmował się głównie dywersją kolejową, wykolejając pociągi i niszcząc tory kolejowe. Zatapiał również statki rzeczne. Po odbiciu Kijowa przez Armię Czerwoną zgrupowanie „Za Rodinu” zostało rozformowane, a Bowkun mianowany szefem sztabu ruchu partyzanckiego przy Zarządzie Wywiadowczym 4 Frontu Ukraińskiego. W maju 1945 rozpoczął studia w Akademii Wojskowej im. Frunzego, od 1950 pracował w instytucjach gospodarczych we Lwowie, gdzie był m.in. dyrektorem kinoteatru.

## Odznaczenia
- Złota Gwiazda Bohatera Związku Radzieckiego (4 stycznia 1944[1])
- Order Lenina (4 stycznia 1944)
- Order Czerwonego Sztandaru
- Order Wojny Ojczyźnianej I klasy (11 marca 1985)
- Order Czerwonej Gwiazdy

I medale.